# Batis (Kommandant)
Batis († etwa November 332 v. Chr.) war der persische Stadtkommandant von Gaza, das er im Herbst 332 v. Chr. bei der Belagerung von Gaza gegen Alexander den Großen verteidigte.
Nach der Eroberung von Tyros 332 v. Chr. zog Alexander weiter südwärts in Richtung Ägypten. Auf dem Weg dorthin musste er allerdings zuerst Gaza erobern, das von dem Dareios III. treu gebliebenen Batis mit arabischen Söldnern verteidigt wurde. Die antike Stadt war auf einem Hügel gelegen und gut befestigt. Alexander ließ daher das Belagerungsgerät von Tyros herbeiholen. Trotzdem zog sich die Belagerung von Gaza zwei Monate dahin. An der südlichen Stadtmauer schütteten Alexanders Soldaten einen Hügel auf und postierten darauf ihre Katapulte, um von diesem erhöhten Standort aus die Stadt effektiver beschießen zu können. Außerdem untergruben sie Gazas Mauern mit Stollen, um sie zum Einsturz zu bringen. Laut Arrian erlitt Alexander bei den Kämpfen eine schwere Wunde an der Schulter, nach anderen Quellen sogar mehrere. Schließlich war aber die Stadtmauer soweit sturmreif geschossen und in die Stollen eingesunken, dass einige Makedonen den Hügel erklimmen und über Leitern in die Stadt eindringen konnten. Danach öffneten sie die Stadttore, woraufhin Alexanders gesamte Streitmacht einmarschierte und Gaza trotz erbitterten Widerstands etwa Ende Oktober 332 v. Chr. unter ihre Kontrolle brachten. Auf Seiten der Verteidiger sollen laut dem Alexanderhistoriker Curtius Rufus 10.000 Mann gefallen sein. Die meisten Männer von Gaza waren so ums Leben gekommen, und deren Frauen und Kinder verkaufte der makedonische Eroberer  in die Sklaverei. Bald jedoch ordnete Alexander die Neubesiedelung der Stadt an.
Von den erhaltenen Quellen berichten Arrian, Plutarch und Diodor nichts über Batis’ Schicksal nach Gazas Fall. Curtius Rufus und ein Fragment des Hegesias geben aber an, dass Alexander den Batis grausam getötet habe. Gemäß dieser Darstellung wurden Batis, der als „hässlicher, fetter Neger“ beschrieben wird, die Füße durchbohrt, an denen er an einen Streitwagen gebunden wurde. Anschließend habe Alexander ihn zu Tode schleifen lassen, so wie einst der homerische Achilleus mit Hektor verfahren sei. Alexanders Soldaten hätten dabeigestanden und ihn ausgelacht und beschimpft.
Hegesias wurde allerdings schon in der Antike für seine reißerischen Erzählungen kritisiert. Viele jüngere Geschichtsforscher halten die Berichte über die Bestrafung des Batis für unglaubwürdig und nicht historisch. Sie könnten Teil der späteren romanhaften Ausschmückung der Taten Alexanders sein. Überhaupt stellt das Ausmaß an Brutalität dieser Geschichte einen Ausnahmefall in den Überlieferungen zu Alexander dar. Manche Historiker wie Robin Lane Fox halten aber den Kern der Überlieferung sehr wohl für wahr. Fox weist in diesem Zusammenhang darauf hin, dass Alexander insbesondere dann sehr grausame Vergeltung übte, wenn er vorher – wie eben bei der Belagerung Gazas – verwundet worden war.
Batis’ Schicksal wurde literarisch vereinzelt aufgegriffen, so in Michel de Montaignes Essay Par diuers moyens l’on arrive à pareille fin. 